# Paullinia gigantea
Paullinia gigantea är en kinesträdsväxtart som beskrevs av Poepp. & Endl.. Paullinia gigantea ingår i släktet Paullinia och familjen kinesträdsväxter. Inga underarter finns listade i Catalogue of Life.